# Amica Chips-Knauf
Amica Chips - Knauf was een Sanmarinese wielerploeg die in 2009 in het profpeloton actief was. De ploeg kwam uit in de UCI Europe Tour. De hoofdsponsors waren een producent van chips en een producent van gipsplaten.

## Bekende oud-renners
- Igor Astarloa (2009-29/05/2009)
- Leonardo Bertagnolli (2009-29/05/2009)
- Grega Bole (2009-29/05/2009)
- Robert Kišerlovski (2009-29/05/2009)
- Branislaw Samojlaw (2009-29/05/2009)

## Ploeg per jaar
- Ploeg 2009